# Salomé (Nord)

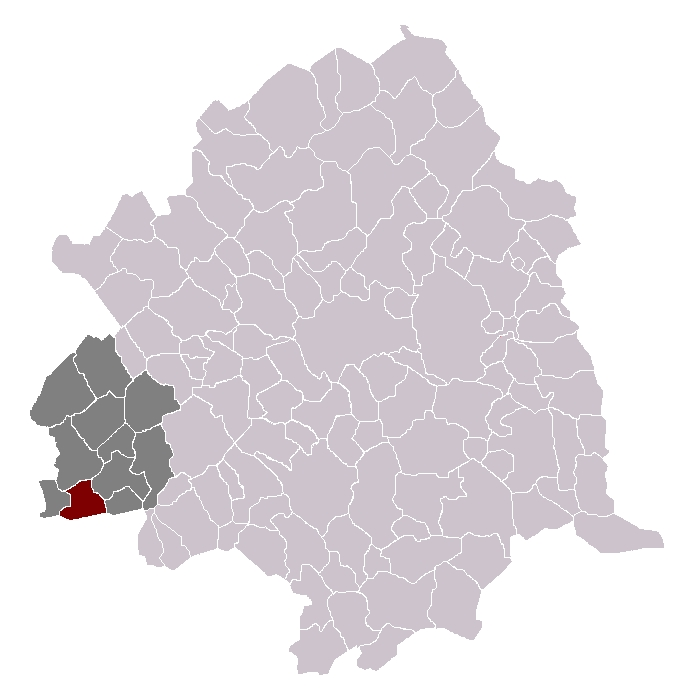
Ubicació de Salomé (Nord) dins del cantó i el districte

Salomé és un municipi francès, situat a la regió dels Alts de França, al departament del Nord. L'any 2006 tenia 3.002 habitants. Limita al nord amb Illies, al nord-est amb Marquillies, a l'oest amb La Bassée, a l'est amb Hantay, al sud amb Douvrin i al sud-est amb Billy-Berclau.

## Demografia
| 1962                                       | 1968  | 1975  | 1982  | 1990  | 1999  | 2006  | 2007  |
| ------------------------------------------ | ----- | ----- | ----- | ----- | ----- | ----- | ----- |
| 2.487                                      | 2.524 | 2.929 | 2.781 | 2.955 | 2.929 | 2.993 | 3.002 |
| Des de 1962: població sense dobles comptes |       |       |       |       |       |       |       |

## Administració
| Període | Identitat       | Partit |
| ------- | --------------- | ------ |
| 2008-   | Philippe Amielh | PS     |